# Scuffletown (Kentucky)
Scuffletown est une ville fantôme américaine située dans le comté de Handerson, dans l’état du Kentucky.

## Géographie
La ville est située à 114 mètres d’altitude, entre le fleuve Ohio et la Green River.
Elle est séparée de la ville de Newburgh dans l’Indiana par le fleuve Ohio.

## Histoire
La ville est fondée en 1800, la première école ouvre en 1814 et en 1830, l’église est construite.
Elle n’a existé qu’à peine 100 ans, mais elle est légendaire dans la région en raison de ses activités durant la guerre de Sécession et de sa mauvaise réputation.